# Gorilla gorilla
El gorila occidental (Gorilla gorilla) es la especie más numerosa de las dos pertenecientes al género Gorilla. Las estimaciones de poblaciones varían pero están aproximadamente entre los 80 y 100 mil individuos. Se dice que este primate es uno de los parientes más cercanos a los humanos en la cadena evolutiva.

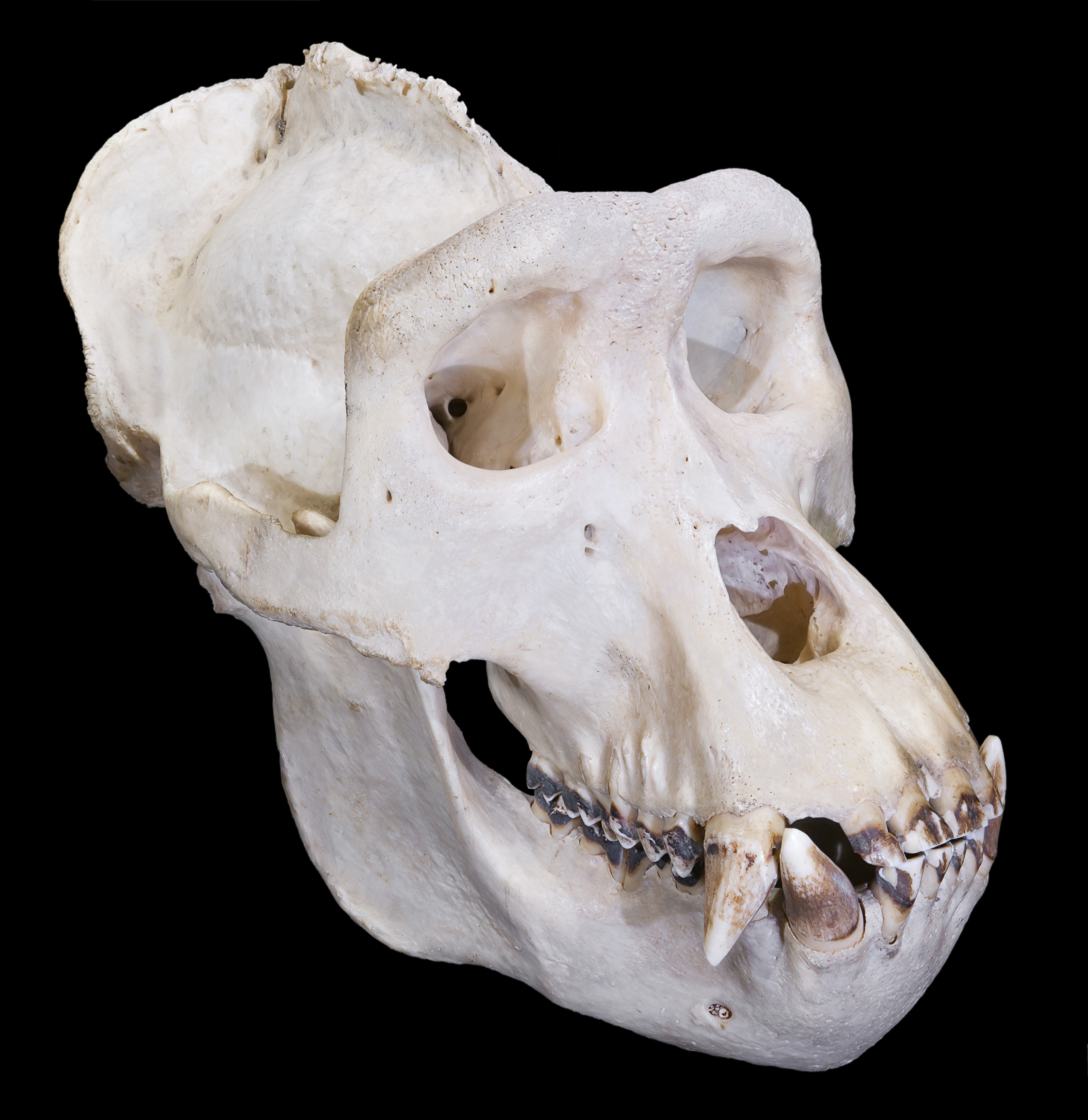
Cráneo de un macho adulto

## Comportamiento y ecología
El gorila occidental es de hábitos diurnos y terrestres, pasa la mayor parte del día comiendo y descansando. Tanto los machos como las hembras preparan un «nido» o cama donde duermen. Un nuevo nido es construido cada tarde en las ramas no muy altas o en la tierra, el macho principal normalmente prepara su cama en el suelo.
La unidad familiar consiste en un macho dominante, es posible que haya uno o dos machos adultos subordinados, y una o varias hembras y sus hijos. Habitualmente estos grupos están constituidos por entre cinco y doce individuos, aunque pueden llegar hasta la treintena. Usualmente el macho dominante es un adulto que ya tiene la espalda plateada. Algunos machos viven solitarios.
No es una especie territorial. Cuando dos grupos se encuentran es usual que cada grupo continúe con sus actividades sin ninguna demostración de agresión entre los machos dominantes. Cada grupo emplea un área de acción de 200 a 5000 hectáreas.
Las madres tienen un hijo en cada embarazo. Es posible que sean dos pero en la naturaleza usualmente solo uno sobrevive. Normalmente las madres solo tienen un hijo cada cinco o seis años. La menstruación es cada 28 días y son capaces de procrear durante todo el año. El período de gestación toma unos ocho meses, aproximadamente 250 días. Al nacer la cría pesa unos dos kilogramos. Las hembras alcanzan la madurez a los 7 u 8 años, los machos son adultos a los 12 años.
En la naturaleza a los gorilas occidentales se les estima una longevidad de unos 40 años.
La alimentación del gorila occidental consiste en frutas y hojas. En algunas regiones demuestran preferencias por las frutas, en otros lugares por las hojas.

## Número de especies
Hace mucho tiempo que los científicos establecieron que solo existía una especie de gorila en el mundo, Gorilla gorilla, y de ahí nace la confusión de clasificar al gorila occidental como la única especie de gorila, aún en la actualidad. Sin embargo, después de una extensa investigación genética, algunos científicos cuestionaron este hecho. En lugar de ello, concluyeron que existen dos especies de gorilas: el gorila occidental y el gorila oriental.

## Subespecies
El gorila occidental tiene dos subespecies, el gorila occidental de llanura o de planicie y el gorila occidental del río Cross.
- Gorilla gorilla diehli
- Gorilla gorilla gorilla